# Faye Schulman
Faye Schulman, née Faigel Lazebnik Schulman le 28 novembre 1919 et morte le 24 avril 2021, est une photographe partisane juive et la seule photographe de ce type à photographier leur lutte en Europe de l'Est pendant la Seconde Guerre mondiale.

## Jeunesse
Faigel Lazebnik est née le 28 novembre 1919 à Sosnkowicze, dans l'est de la Pologne (aujourd'hui Lenino dans l'ouest de la Biélorussie), la cinquième des sept enfants de Yakov et Rayzel (Migdalovich) Lazebnik. La famille est juive orthodoxe et à 10 ans, elle devient apprentie chez le photographe du village, son frère Moishe, reprenant plus tard son studio à 16 ans.

## Holocauste
Après l'invasion de la Biélorussie par les nazis, sa famille est emprisonnée dans le ghetto de Lenino. Le 14 août 1942, 1 850 Juifs du ghetto son assassiné, dont une grande partie de sa famille. Elle fait partie des 26 Juifs épargné en raison de ses talents de photographes,. Elle est alors recrutée pour travailler comme photographe pour les nazis. Elle développe une photographie sur laquelle elle reconnait les corps des membres de sa famille dans une fosse commune, ce qui la convainc de rejoindre la résistance. Elle rejoint la brigade Molotava qui est composée principalement de prisonniers de guerre soviétiques échappés de la captivité allemande et travaille pour eux comme infirmière de septembre 1942 à juillet 1944. Après un raid à Lenino, elle obtient son matériel photographique, prenant plus de 100 clichés de la Résistance,,. Lorsque l'Armée rouge libère la Biélorussie en juillet 1944, elle retrouve deux de ses frères et quitte la brigade après avoir été présentée à son futur mari, Morris Schulman.
À propos des partisans soviétiques, Schulman rappelle que « le sexe n'était pas un problème majeur dans notre groupe. Nous ne pensions pas en termes d'hommes et de femmes, de garçons et de filles. Nous nous sommes traités d'égal à égal. Il n'y avait pas de privilèges spéciaux pour les femmes ; nous étions tous des partisans et nous savions que la mort à la guerre n'épargnait personne. Au combat, il n'y avait pas de différenciation entre les hommes et les femmes. Toutes nos pensées étaient concentrées sur la défaite de l'ennemi. » Dans ses mémoires, elle parle de vol et d'ivresse, d'un officier qui a failli la tuer lorsqu'elle a repoussé ses avances, et d'antisémitisme, écrivant : « Parce que j'étais juive, j'ai dû travailler deux fois plus pour être jugée aussi digne que la filles gentilles. Quand je travaillais nuit et jour, on me disait : 'Tu n'es pas comme une fille juive. Vous êtes comme les filles russes. C'était censé être un compliment. » Elle répondait toujours : « 'Oui, mais je suis juive.' Mon travail d'infirmière, de photographe et surtout de soldate était une raison suffisante pour moi de me tenir debout, d'être fière de moi et de mon héritage. »
Malgré ces lacunes, elle est reconnaissante aux partisans pour leur aide dans la défaite des nazis. À propos de l'expérience, elle écrit : « Nous appartenions tous à une seule brigade. Nous avons appris à vivre ensemble, à manger ensemble, à lutter ensemble et à survivre ensemble. Nous avions aussi besoin de nous entendre. Parfois, il était difficile de vivre un jour, sans parler des années. Il y avait une forte amitié, coopération et loyauté entre la plupart d'entre nous et une volonté de s'entraider. Dans la forêt, des liens s'établissaient entre des peuples disparates. Le froid, la faim, le stress ont forcé les étrangers à devenir comme une famille. Nous étions également des compagnons d'armes, tous confrontés aux mêmes circonstances de vie ou de mort. Nos vies étaient liées par les conditions dangereuses dans lesquelles nous vivions constamment. Un lien spécial, néanmoins, existait entre ceux d'entre nous qui avaient vécu des horreurs similaires sous les nazis. »

## Après-guerre
En 1944, Faye épouse Morris Schulman et vit à Pinsk, en Biélorussie. Après la guerre, le couple reste dans le camp pour personnes déplacées de Landsberg en Allemagne, où ils aident à la contrebande d'armes pour soutenir l'indépendance d'Israël. En 1948, ils émigrent au Canada où elle travaille dans une fabrique de vêtements,,.

## Héritage et écrits
Schulman est décorée par les gouvernements soviétique/biélorusse, américain et canadien. En 1995, elle écrit A Partisan's Memoir: Woman of the Holocaust. Elle est ensuite présentée dans un documentaire de PBS de 1999, "Daring to Resist: Three Women Face the Holocaust".